# Dužani
Dužani – wieś w Bośni i Hercegowinie, w Federacji Bośni i Hercegowiny, w kantonie hercegowińsko-neretwiańskim, w gminie Konjic. W 2013 roku liczyła 25 mieszkańców, z czego większość stanowili Boszniacy.